# ستيفي توشنج هيو
ستيفي توشنج هيو (بالفرنسية: Steevy Chong Hue )‏ (و. 1990  م) هو لاعب كرة قدم فرنسي، ولد في راياتيا، مركز لعبه هو مهاجم.

## روابط خارجية
- ستيفي توشنج هيو على موقع الاتحاد الدولي (مؤرشف)  (الإنجليزية)
- ستيفي توشنج هيو على موقع قاعدة بيانات كرة القدم.إي يو (الإنجليزية)
- ستيفي توشنج هيو على موقع ناشيونال فوتبول تيمز (الإنجليزية)
- ستيفي توشنج هيو على موقع Soccerway.com (الإنجليزية)